# Cneoglossa collaris
Cneoglossa collaris is een keversoort uit de familie Cneoglossidae. De wetenschappelijke naam van de soort is voor het eerst geldig gepubliceerd in 1849 door Guérin-Méneville.